# Clepsis crispata
Clepsis crispata es una especie de polilla del género Clepsis, categorizada en la tribu Archipini, de la subfamilia Tortricinae.

## Distribución
Se distribuye por Sudáfrica.

## Taxonomía
Fue descrita por Meyrick en 1912 y publicada en (Tortrix), Ann. S. Afr. Mus. 10: 56.